# Усть-Бюрский сельсовет
Усть-Бюрский сельсовет — сельское поселение в Усть-Абаканском районе Хакасии.
Административный центр — село Усть-Бюр.

## История
Статус и границы сельского поселения установлены Законом Республики Хакасия от 15 октября 2004 года № 73 «Об утверждении границ муниципальных образований Таштыпского района и наделении их соответственно статусом муниципального района, сельского поселения»

## Население
| 2002  | 2010  | 2012  | 2013  | 2014  | 2015  | 2016  |
| ----- | ----- | ----- | ----- | ----- | ----- | ----- |
| 2124  | ↗2134 | ↘2128 | ↘2118 | ↘2083 | ↘2045 | ↘1980 |
| 2017  | 2018  | 2019  | 2020  | 2021  |       |       |
| ↘1959 | ↘1939 | ↘1903 | ↘1891 | ↘1857 |       |       |

## Состав сельского поселения
В состав сельского поселения входит один населённый пункт — село Усть-Бюр.

## Местное самоуправление
Администрация
с. Усть-Бюр, Ленина,  54
Глава администрации
- Чешуина Лариса Фердинантовна